# Baccharis fusca
Baccharis fusca là một loài thực vật có hoa thuộc họ Asteraceae. Nó chỉ được tìm thấy ở Ecuador. Môi trường sống tự nhiên của nó là các khu rừng vùng núi ẩm nhiệt đới hoặc cận nhiệt đới. Nó bị đe dọa do mất môi trường sống.